# Rhinochimaeridae
Los rinoquiméridos (Rhinochimaeridae) son una familia de peces cartilaginosos holocéfalos, comúnmente conocidos como quimeras de nariz larga. Su forma y hábitos son similares a los de otras quimeras, pero tienen un morro excepcionalmente largo en forma de paleta cónica, con numerosas terminaciones nerviosas sensibles, que usan para encontrar presas pequeñas, como pececillos e invertebrados. La primera aleta dorsal incluye una espina venenosa que utilizan para defenderse.
Se encuentran en los mares de todo el mundo entre los 200 y 2.000 m de profundidad. Su longitud máxima fluctúa entre los 60 y 140 cm, según la especie.

## Especies por género
Las ocho especies registradas pertenecen a tres géneros:
Familia Rhinochimaeridae
- Género Harriotta Goode & Bean, 1895
  - Harriotta haeckeli Karrer, 1972
  - Harriotta raleighana Goode & Bean, 1895
- Género Neoharriotta Bigelow & Schroeder, 1950
  - Neoharriotta carri Bullis & J. S. Carpenter, 1966
  - Neoharriotta pinnata (Schnakenbeck, 1931)
  - Neoharriotta pumila Didier & Stehmann, 1996
- Género Rhinochimaera Garman, 1901
  - Rhinochimaera africana Compagno, Stehmann & Ebert, 1990
  - Rhinochimaera atlantica Holt & Byrne, 1909
  - Rhinochimaera pacifica (Mitsukuri, 1895)